# Juda ben Salomon ha-Cohen
Juda ben Salomon ha-Cohen (ibn Matqah  ) (hébreu : יְהוּדָה בְּן שְׁלֹמֹה הכֹּהֵן (אִבְּן מתקה) ; né environ en 1215 et mort après 1274) est un philosophe, astronome et mathématicien juif espagnol du XIIIe siècle. 
Il est l'auteur du Midrash ha-Ḥokmah, considéré comme la première des grandes encyclopédies hébraïques. Ce texte traite de manière approfondie tant des sciences exactes que de textes bibliques et rabbiniques.

## Biographie
Juda ben Salomon nait à Tolède. Le nom de son grand-père maternel est Ziza ibn Chouchan. C'est aussi à Tolède qu'il reçoit son enseignement. Il est un élève de Meïr Aboulafia, qui l'incite à étudier le mysticisme juif et la philosophie.
À l'âge de dix-huit ans, il entre en correspondance avec les philosophes de la cour de l'empereur Frédéric II. L'empereur lui-même le consulte sur des questions scientifiques, et ses réponses se révélent si satisfaisantes qu'en 1247 on l'invite à habiter en Toscane, près de la cour impériale. Une fois installé, il traduit en hébreu son œuvre principale : une encyclopédie intitulée Midrash ha-Ḥokmah, qu'il a initialement écrite en arabe.

## Midrash ha-Ḥokmah
Le Midrash ha-Ḥokmah consiste en deux parties. La première donne un aperçu de la logique, de la physique et de la métaphysique aristotéliciennes, et contient, en outre, un traité sur certains passages de la Genèse, des Psaumes et des Proverbes. La seconde partie est principalement consacrée aux mathématiques (dans un sens large) ; elle comprend entre autres une adaptation de l'Almageste de Ptolémée, arrangée en huit chapitres, et de son Tetrabiblos sous le titre hébreu de Mishpeṭe ha-Kokabim, un traité d'astrologie, et une adaptation de l'astronomie d'Al-Bitroudji, sous le titre de Miklal Yofi. L'œuvre se termine par deux autres traités à caractère religieux : un traité mystique sur les lettres de l'alphabet et une collection de passages bibliques à interpréter philosophiquement.